# Ischnothyreus campanaceus
Ischnothyreus campanaceus là một loài nhện trong họ Oonopidae.
Loài này thuộc chi Ischnothyreus. Ischnothyreus campanaceus được miêu tả năm 2008 bởi Tong & Li.